# 台灣戰俘營

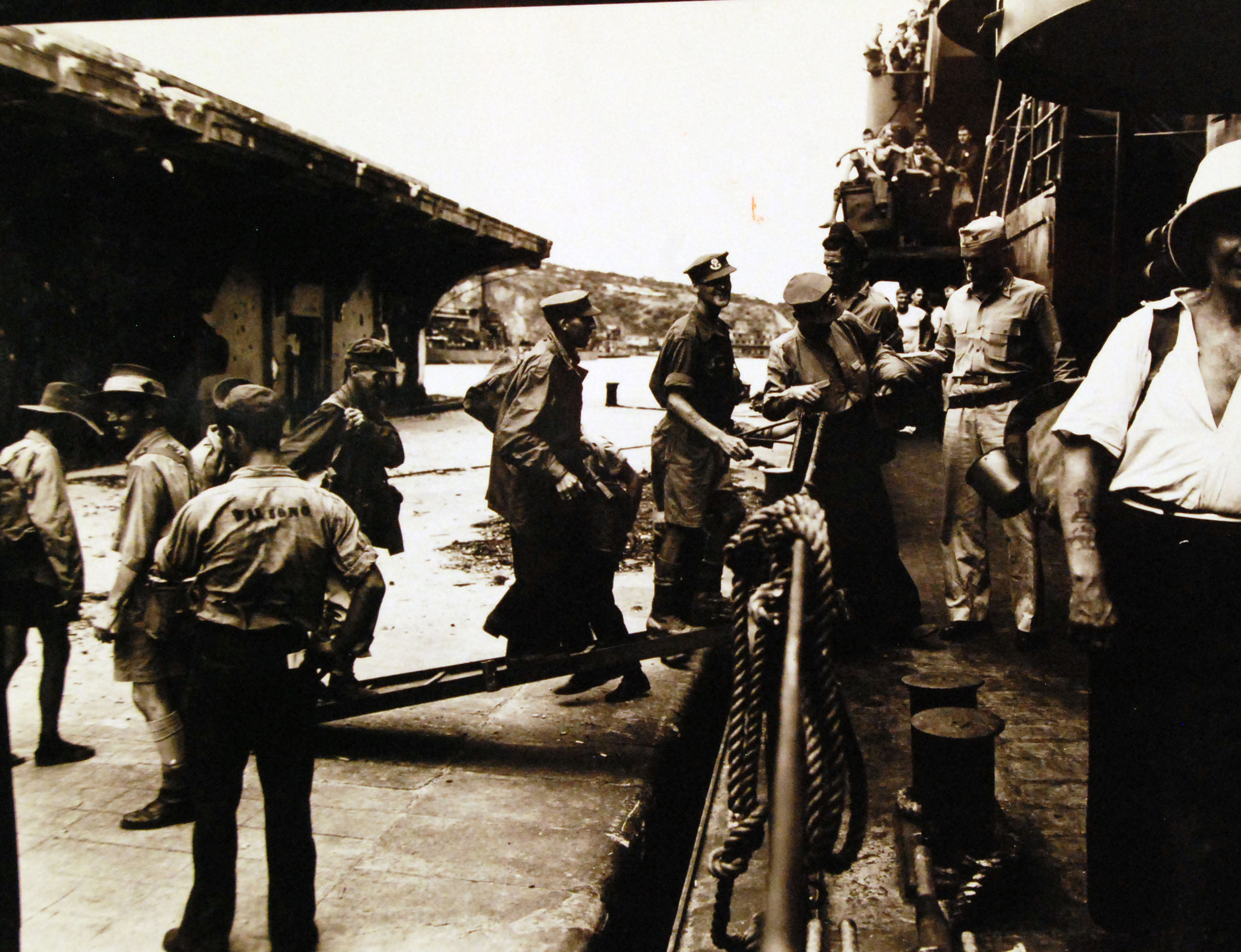
1945年9月6日，囚於台灣的英軍及澳軍戰俘經美國海軍陸戰隊隊員解放後，於基隆港登上美國海軍湯瑪斯·J·蓋瑞號驅逐艦。

台灣戰俘營是二次大戰中1942年至1945年間，日軍於台灣設立，用以關押同盟國成員國軍人的戰俘營，對象包括從菲律賓俘虜的美國戰俘，以及從新加坡俘虜的大英國協各國戰俘，共有16處。戰俘來自包括美國、英國、加拿大、荷蘭、澳洲、紐西蘭及南非等國。由於生存條件甚差、管理嚴苛、水土不服、醫藥無著等因素，不少戰俘命喪於戰俘營中。

## 戰俘營歷史

### 重要人物
美軍在菲律賓巴丹半島與科雷希多島投降的戰俘，包括美軍駐菲律賓指揮官喬納森·溫萊特上將。另如英軍駐馬來亞司令部司令白思華中將，以及香港總督楊慕琦都曾遣送至台灣的花蓮戰俘營。這些戰俘在二次大戰結束前轉送滿州國。

## 戰俘營名稱、開設時間與位置

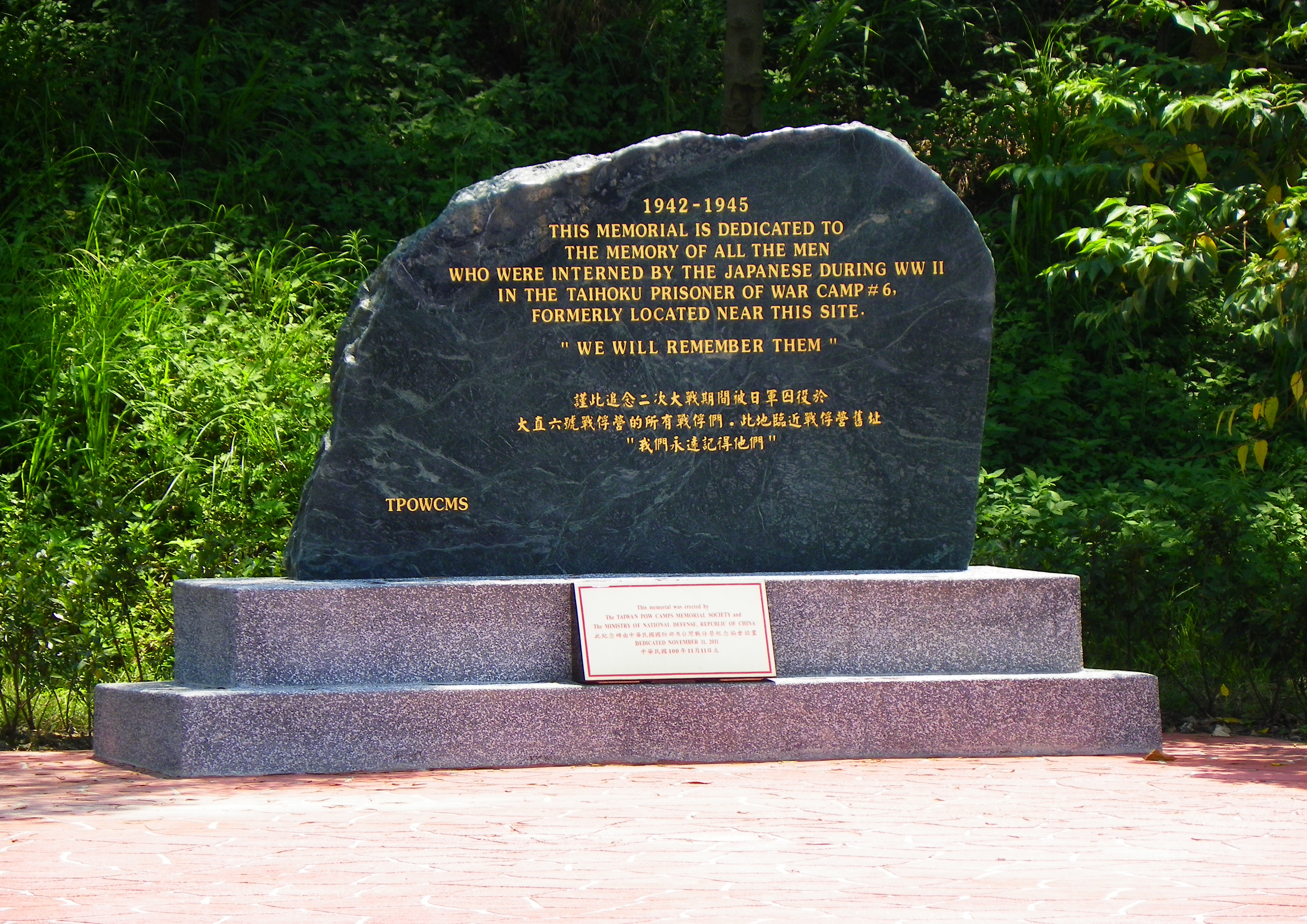
大直六號戰俘營紀念碑

## 戰俘營名稱、開設時間與位置[1][2]
第一戰俘營（1942-07-17〜1945-08-15）
金瓜石戰俘營 〔金瓜石／きんかせき／Kinkaseki 捕虜監視所〕
俘虜從事銅礦採掘台灣神社外苑之土木工事與鐵道工事
第二戰俘營 （1942-07-17〜1945-04-12）
台中戰俘營 〔台中／たいちゅう／Taichu 捕虜監視所〕
位於今台中市霧峰區水利規劃試驗所舊正辦公區。
俘虜從事大甲溪護岸工事
第三戰俘營 （1942-07-17〜1945-03-15）
麟洛戰俘營 〔屏東／へいとう／ Heidou捕虜監視所〕
設立時間1942年8月12日至1945年3月15日
此地原為舊隘寮溪的砂石場工寮，1942年被日軍改為戰俘營，佔地約三公頃多。
戰俘從事在河床中清除石頭，砂石經由鐵路運輸至打狗(今 高雄)，建設打狗港與左營港；河床整地後以種植甘蔗與甘藷，並在屏東糖廠進行勞務工作。
在1945年2月曾被美國海軍轟炸。

第四戰俘營 （1942-07-17花蓮港→1943-06-07嘉義市南郊白河〜1945-08-15）

白河戰俘營 （白河／しらかわ／Shirakawa 內角演習所）
僅收容將校級俘虜
第五戰俘營 台北木柵 Taihoku Mosak （1943-04-02花蓮縣玉里→1943-06-15台北市文山區木柵〜1945-01-22）
位於今台北市文山區木柵路335巷東側。
僅收容將校級俘虜
第六戰俘營 台北大直（今中華民國國防部部本部） Taihoku（1943-08〜1945-08-15）
俘虜從事臺灣神社外苑之土木工事與鐵道工事
花蓮港戰俘營 Karenko
戰俘以將級軍官、馬來亞總督與他們的助理為主。大部分從事農作。
玉里戰俘營 Tamazato
新店戰俘營（久々津／Kukutsu）
位於新店區獅頭山附近的山中。
台北戰俘營（岡／Oka）
位於士林街坪頂國民學校（今台北市士林區平等國小）附近。
斗六戰俘營 Toroku （1944-11-06〜1945-03-05）
位於雲林縣古坑鄉仁義路溝壩國小附近。
員林戰俘營 Inrin （1944-11-06〜1945-06）
員林臨時戰俘營 Inrin
高雄戰俘營 Takao
為於今前鎮區夢時代百貨附近，位置大約為舊「中美嘉吉」飼料廠，以及舊台肥高雄廠一帶
台北臨時戰俘營 Churon
為於今台北市松山區民生國中位置。
台北監獄 Taihoku
嚴格來說並非戰俘營，美國軍機被擊落或是失事，飛行員會監禁在此。 